# Instrumento óptico

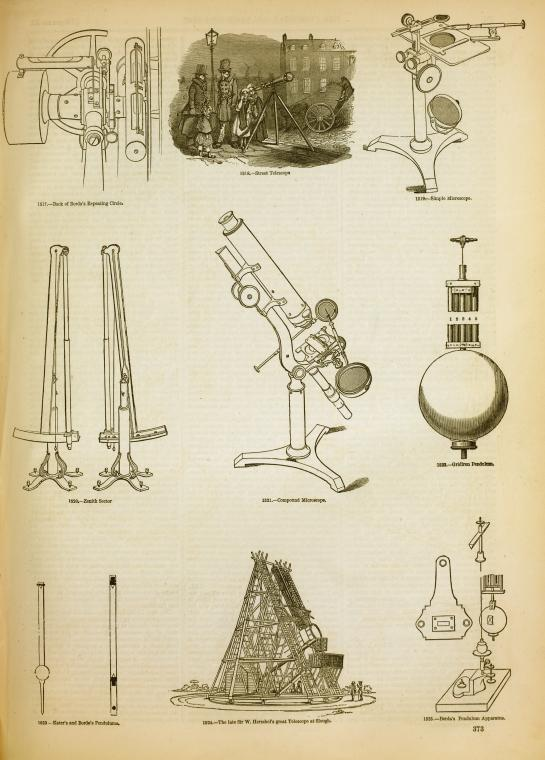
Una ilustración de algunos de los dispositivos ópticos disponibles para el trabajo de laboratorio en Inglaterra en 1858.

Un instrumento óptico es un dispositivo que procesa ondas de luz (o fotones) ya sea para mejorar una imagen para su visualización o para analizar y determinar sus propiedades características.

## Origen y usos
Los magnificación de imágenes (distantes), y microscopios utilizados para magnificar imágenes muy pequeñas. Desde los días de Galileo y van Leeuwenhoek, estos instrumentos han sido mejorados ampliamente y se han extendido a otras porciones del espectro electromagnético.

## Análisis
Otra clase de instrumentos ópticos es utilizada para analizar las propiedades de la luz o de materiales ópticos.  Entre ellos se incluyen :
- Interferómetro para medir la interferencia de las ondas de luz y su velocidad cuando están en movimiento.
- Fotómetro para medir la intensidad de la luz.
- Polarímetro para medir la dispersión o rotación de luz polarizada.
- Reflectómetro para medir la reflectividad de la superficie de un objeto.
- Refractómetro para medir índice de refracción de varios materiales, inventado por Ernst Abbe.